# Ozёrnaja (metropolitana di Mosca)
Ozёrnaja  (in russo: Озёрная; trasl. angl.: Ozernaya o Ozyornaya), chiamata fino al luglio 2018 Očakovo, è una stazione della metropolitana di Mosca. Inaugurata il 30 agosto 2018 assieme ad altre 6 stazioni della linea 8, la stazione è situata tra le stazioni di Mičurinskij Prospekt e Govorovo.
La stazione è situata nel quartiere di Očakovo-Matveevskoe, tra la via e la piazza che portano lo stesso nome della stazione.